# Giovanni Bernardo Carbone

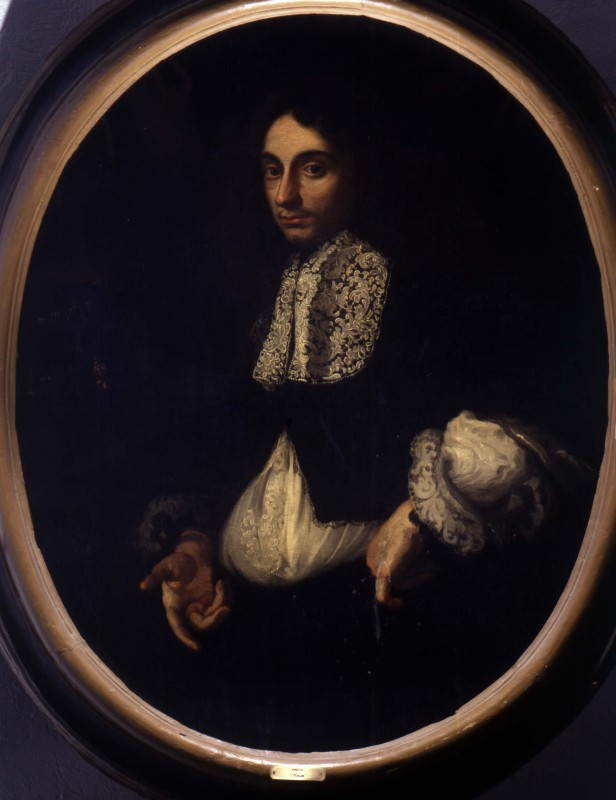
Ritratto di gentiluomo (Fondazione Cariplo)

Giovanni Bernardo Carbone (Genova, 12 maggio 1614 – Genova, 11 marzo 1683) è stato un pittore italiano, appartenente al movimento Barocco.

## Biografia
Nacque in Albaro, attualmente un quartiere della città genovese.
Benché siano poche le notizie riguardanti la sua infanzia e la sua formazione culturale, i documenti testimoniano che fu allievo di Giovanni Andrea De Ferrari e contemporaneamente di altri due importanti pittori: Giovanni Benedetto Castiglione e Giovanni Andrea Podestà.
Il suo praticantato venne ultimato nella chiesa di Santa Maria dello Zerbino con l'affresco della Presentazione della Vergine.
Ai suoi esordì realizzò le Sacre Famiglie (Genova e chiesa di Nostra Signora delle Grazie di Arenzano), la Sacra famiglia con santa Caterina e angeli (collezione Revelli di Beaumont a Torino), il San Michele Arcangelo della chiesa di Santa Margherita di Marassi a Genova.
Le altre influenze sul suo stile derivarono dalla scuola di De Ferrari, dall'ambiente artistico veneziano, dopo un soggiorno effettuato negli anni 1643 e 1650, dalla sua amicizia con Valerio Castello, Casone, e Giovanni Battista Carlone.

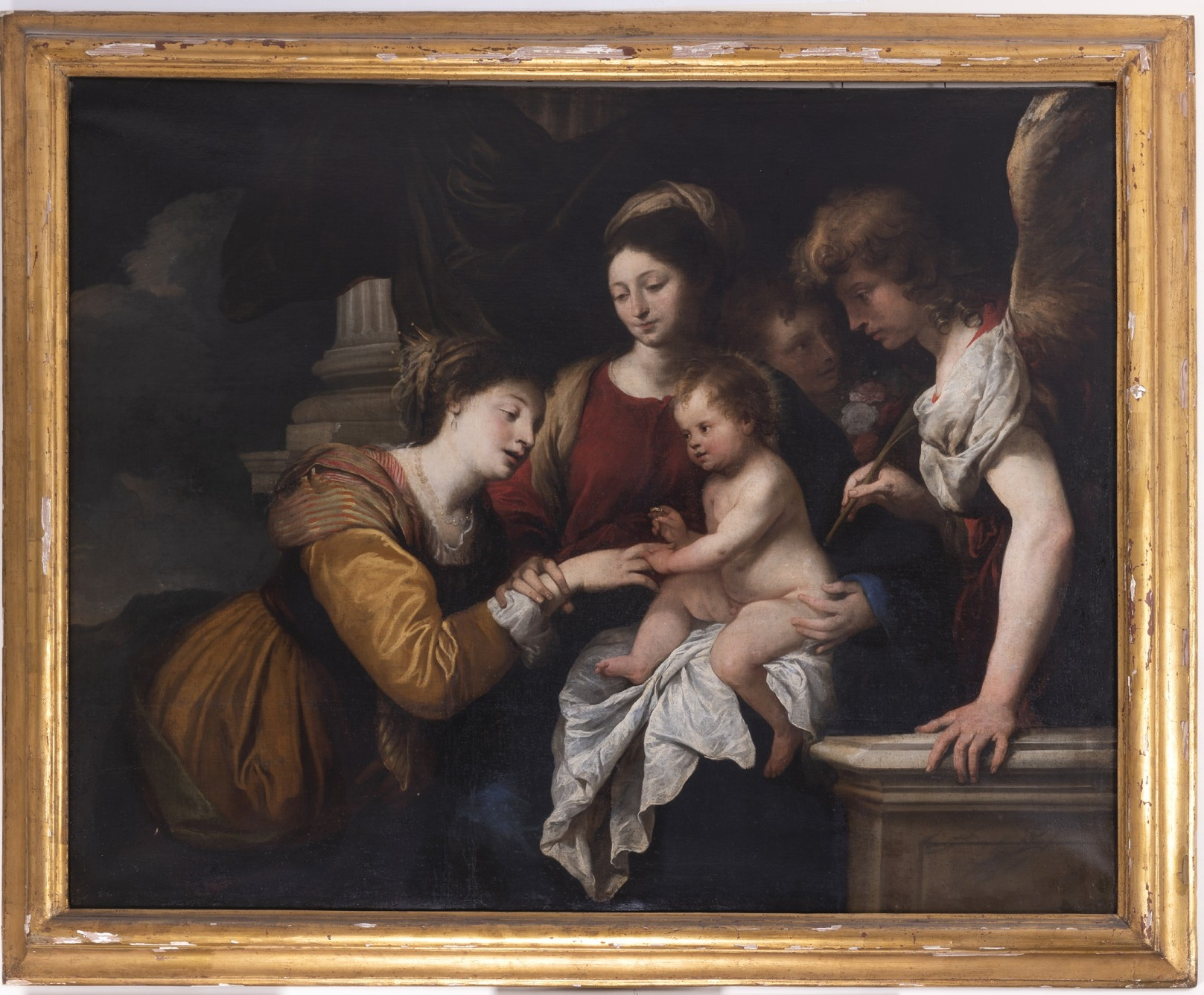
Gio Bernardo Cabone- Matrimonio mistico di Santa Caterina

De Ferrari e Castello lo influenzarono per il gusto cromatico, per le tematiche religiose e storiche, come apparve evidente nella pala con San Teodoro e altri santi in contemplazione della Vergine (1663), per la chiesa di San Teodoro a Genova, nella Visitazione di Lerici, nel San Luigi che adora la Croce (1664) della Santissima Annunziata genovese, nella pala d'altare per la parrocchiale di Celle Ligure, costituita da La Vergine che consegna il cilicio a sant' Antonio, e dal Martirio di santo Stefano.
È noto soprattutto come ritrattista, di nobili e aristocratici ripresi con tutta la loro opulenza, con caratteristiche vicine ad Antoon van Dyck, che aveva vissuto a Genova intorno agli anni venti del secolo, divenendo il ritrattista più apprezzato dalle grandi famiglie.
Il Ritratto del Cardinal Spinola (1667) (Genova, collezione marchesi Spinola) e il Ritratto di prelato (Genova, Galleria nazionale di palazzo reale), evidenziarono rispetto al van Dyck colori secchi e meno luminosi, ombre opache e meno brillanti e una certa affinità di impianto.
Tra gli altri ritratti, si possono menzionare il Ritratto di giovane gentiluomo (Indianapolis, Herron Museum of Art), il Ritratto di nobildonna (Genova, collezione Gambaro-Ravano), il Ritratto di dama (Faenza, Civica Pinacoteca), il Ritratto di gentildonna genovese (Genova, Civica Pinacoteca di Palazzo Bianco), tutti eseguiti negli anni sessanta.
Nella sua ultima fase creativa, Carbone si contraddistinse per una ritrattistica più incentrata su un approfondimento psicologico dei personaggi, come evidenziarono il Ritratto di magistrato (Genova, collezione Della Torre), il Ritratto di un cardinale (già Genova, collezione Marcello Gropallo), il Ritratto di vecchio gentiluomo (Venezia, collezione A. Connio), il Ritratto del Magnifico Girolamo Serra (Genova, collezione O. Serra).
Carbone si sposò con la quindicenne Anna Maria Serravalle, il 10 dicembre 1657; la coppia ebbe quattro figli.
Carbone morì a Genova l'11 marzo 1683.

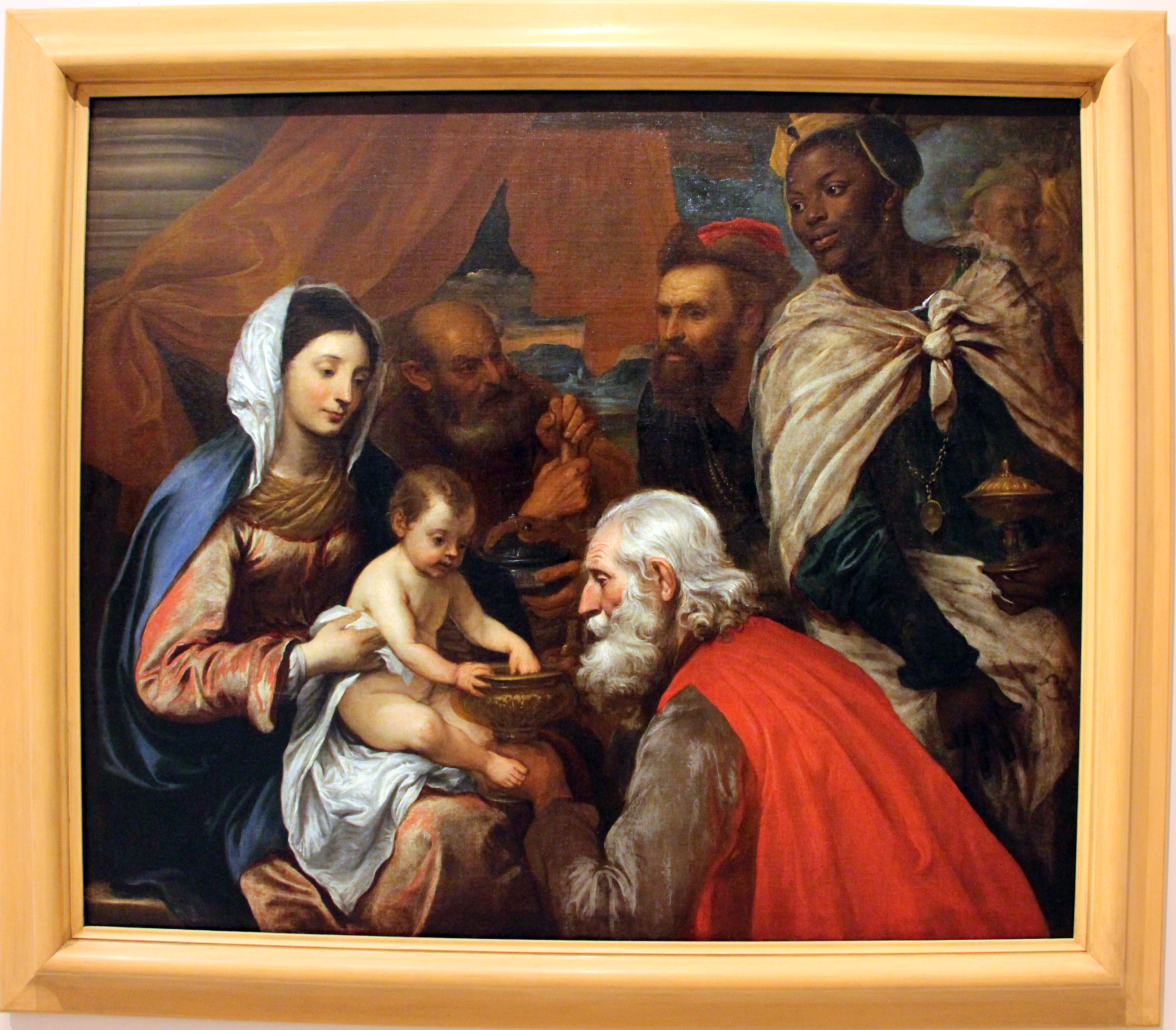
Adorazione dei magi, Accademia ligustica di belle arti, Genova
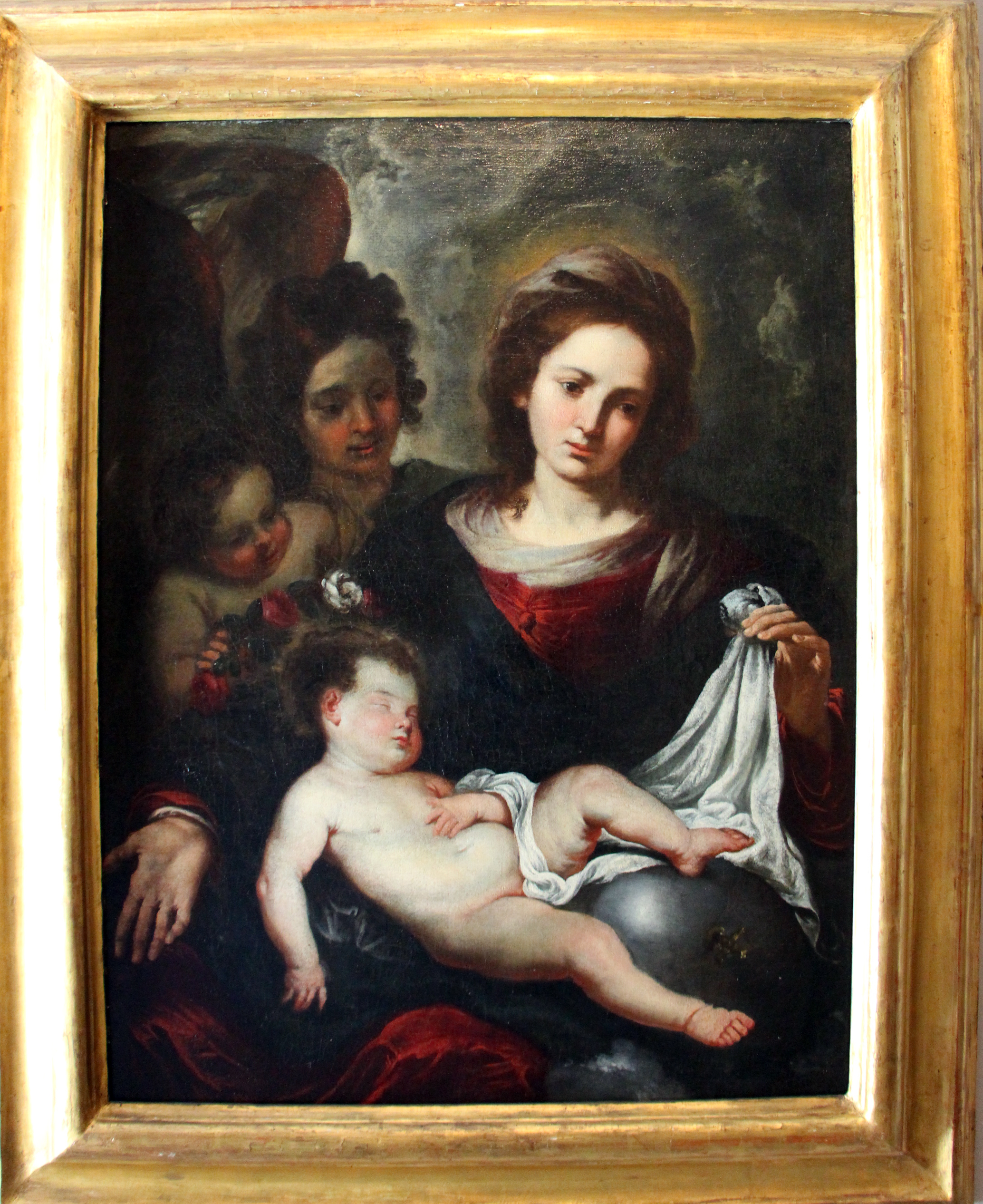
Madonna col Bambino, Palazzo Rosso, Genova
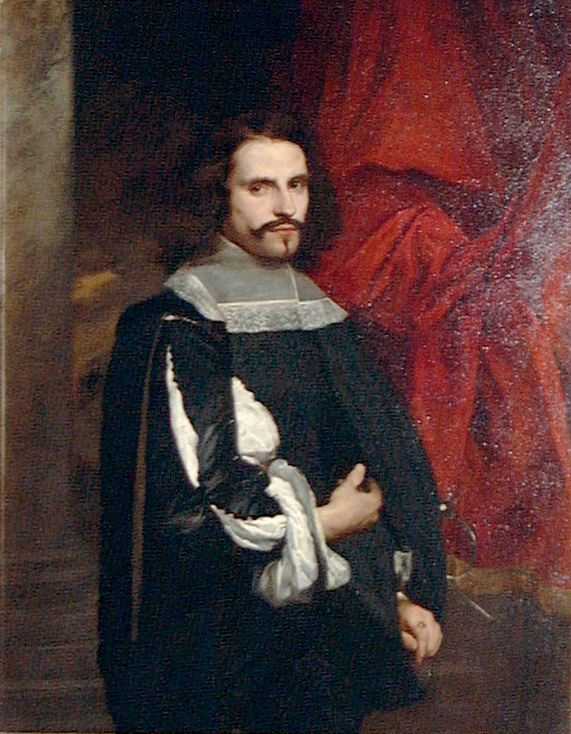
Ritratto di gentiluomo, Indianapolis Museum of Art